# Itacaruaré
Itacaruaré är en ort i Argentina.   Den ligger i provinsen Misiones, i den nordöstra delen av landet, 800 km norr om huvudstaden Buenos Aires. Itacaruaré ligger 134 meter över havet och antalet invånare är 837.
Terrängen runt Itacaruaré är platt. Närmaste större samhälle är San Javier, 12,6 km öster om Itacaruaré.
Trakten runt Itacaruaré består huvudsakligen av våtmarker. Runt Itacaruaré är det glesbefolkat, med 12 invånare per kvadratkilometer.